# Lychnorhiza
Lychnorhiza es un género de medusas perteneciente a la familia Lychnorhizidae.

## Especies
El género contiene las siguientes especies reconocidas por el momento:
- Lychnorhiza arubae Stiasny, 1920
- Lychnorhiza lucerna Haeckel, 1880
- Lychnorhiza malayensis Stiasny, 1920